# Varennes-sur-Loire
Varennes-sur-Loire är en kommun i departementet Maine-et-Loire i regionen Pays de la Loire i nordvästra Frankrike. Kommunen ligger i kantonen Allonnes som tillhör arrondissementet Saumur. År 2022 hade Varennes-sur-Loire 1 924 invånare.

## Befolkningsutveckling
Antalet invånare i kommunen Varennes-sur-Loire
| Referens: INSEE |